# Christian Juhl
Christian Willumsen Juhl (Esbjerg, 1898. április 29. – Esbjerg, 1962. szeptember 27.) olimpiai bajnok dán tornász.
Az 1920. évi nyári olimpiai játékokon indult tornában és a szabadon választott gyakorlatok csapatversenyben aranyérmes lett.
Klubcsapata a Hermod volt.